# Cordial
Cordial je český, 100% přírodní likér s extraktem z lipového květu a bílého vína. Vyrábí se od roku 1910 a v současnosti jej produkuje společnost Jan Becher – Karlovarská Becherovka.

## Historie
Nejstarší zmínka o likéru pochází z roku 1910. Jeho tehdejší název zněl Cordial-Médoc v souvislosti s jihofrancouzským krajem Médoc, odkud pocházelo bílé víno používané k jeho výrobě.
V roce 1970 byla produkce tohoto likéru v Karlových Varech obnovena a Cordial-Médoc se prodával v ručně vyráběných porcelánových karafách z karlovarského porcelánu.
Od roku 2008 se likér prodává v klasických hnědých lahvích, které odpovídají designu společnosti Jan Becher – Karlovarská Becherovka.

## Charakteristika apoužití
Likér má medovou barvu, jemnou chuť a sladké aroma s tóny lipového květu. Je z něj možné připravit studené koktejly nebo horké nápoje.

### Cordial Fresh
Koktejlovou sklenici naplníme ledovou tříští, kterou přelijeme 4 cl Cordialu a čerstvou pomerančovou šťávou (12 cl). Nápoj ozdobíme plátkem pomeranče.

### Sladké pokušení
Cordial (4 cl) s jablečným džusem (15 cl) prohřejeme a slijeme do šálku z varného skla, vložíme celou skořici a ozdobíme citrónovou kůrou.

## Galerie

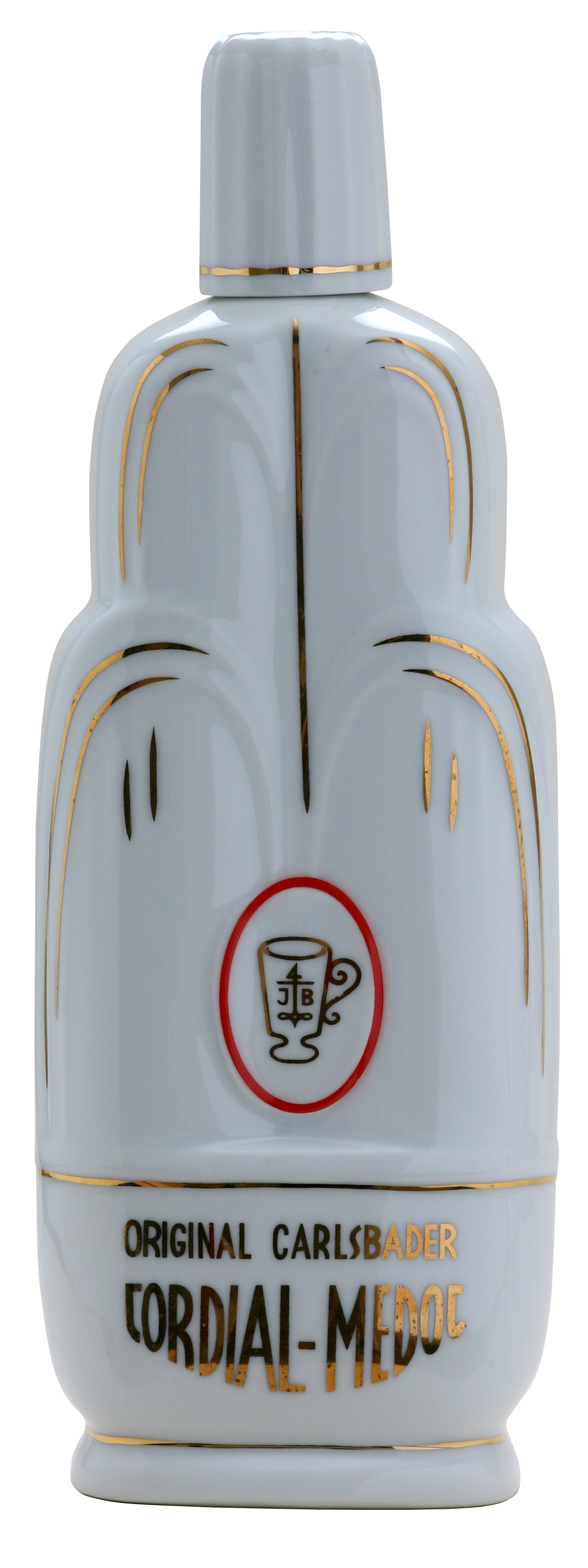
Cordial – Médoc (porcelanová karafa)
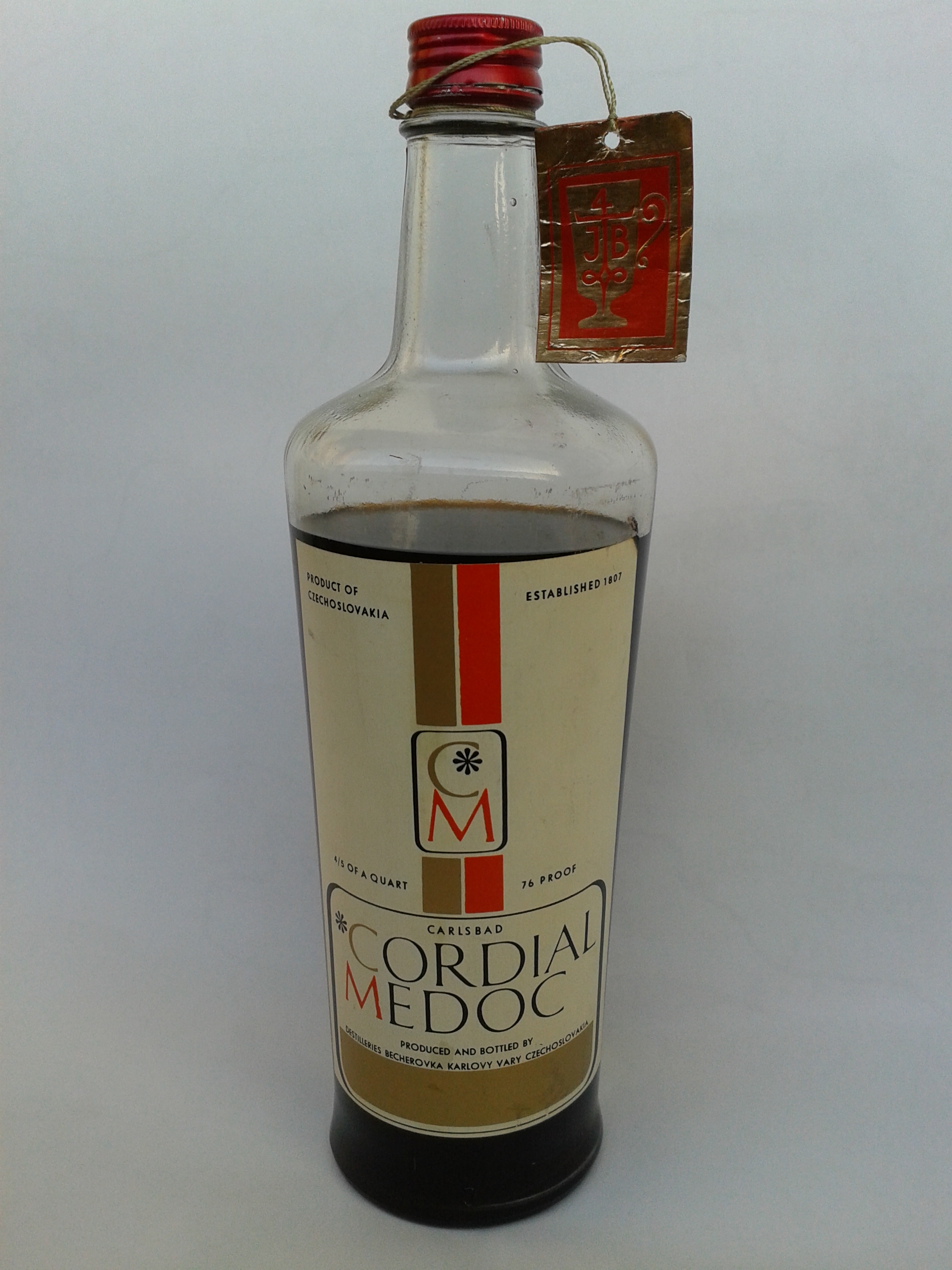
Cordial – Médoc (zcela jiné balení)
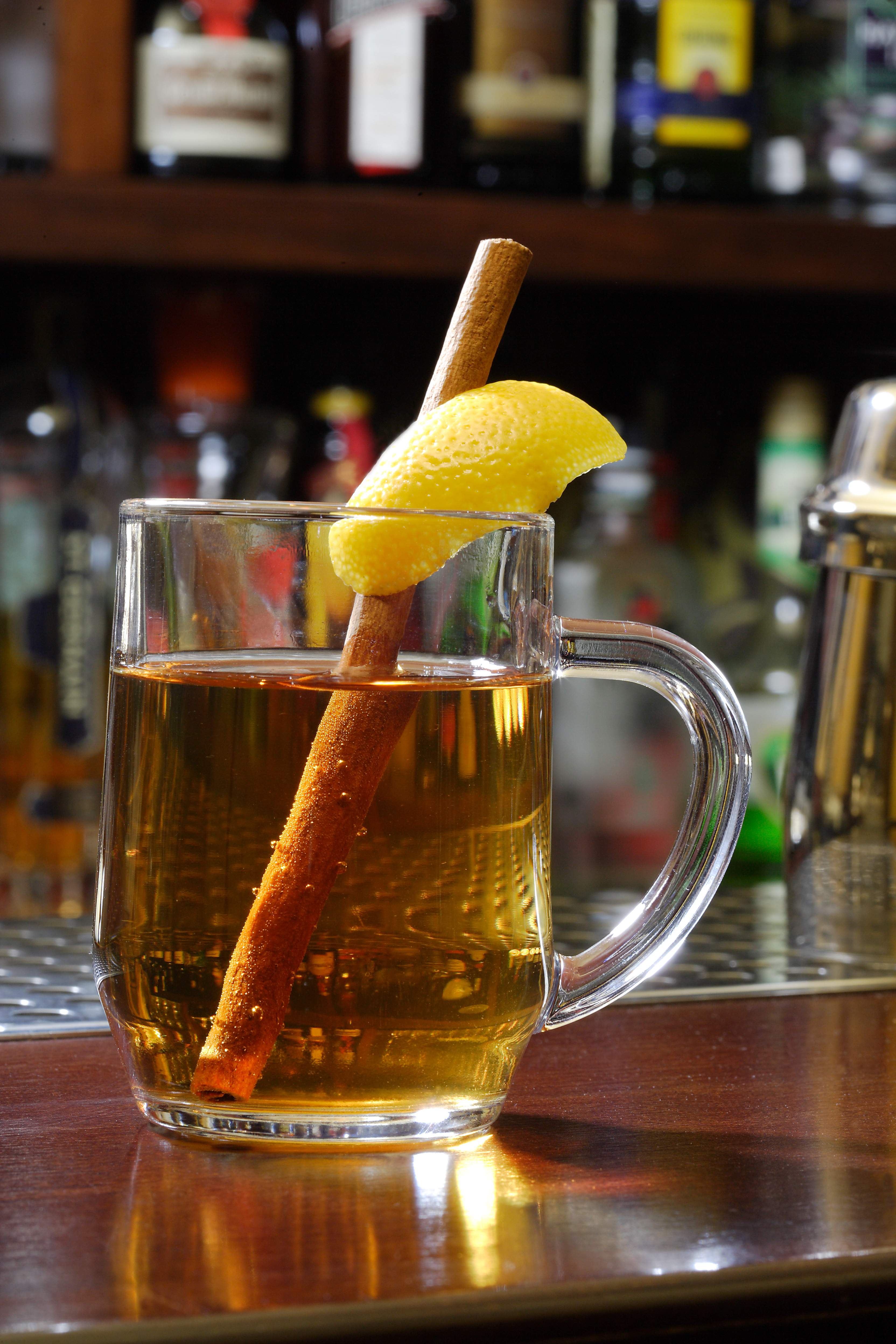
Sladké pokušení – horký nápoj z Cordialu